# Gangolfskapelle (Milseburg)

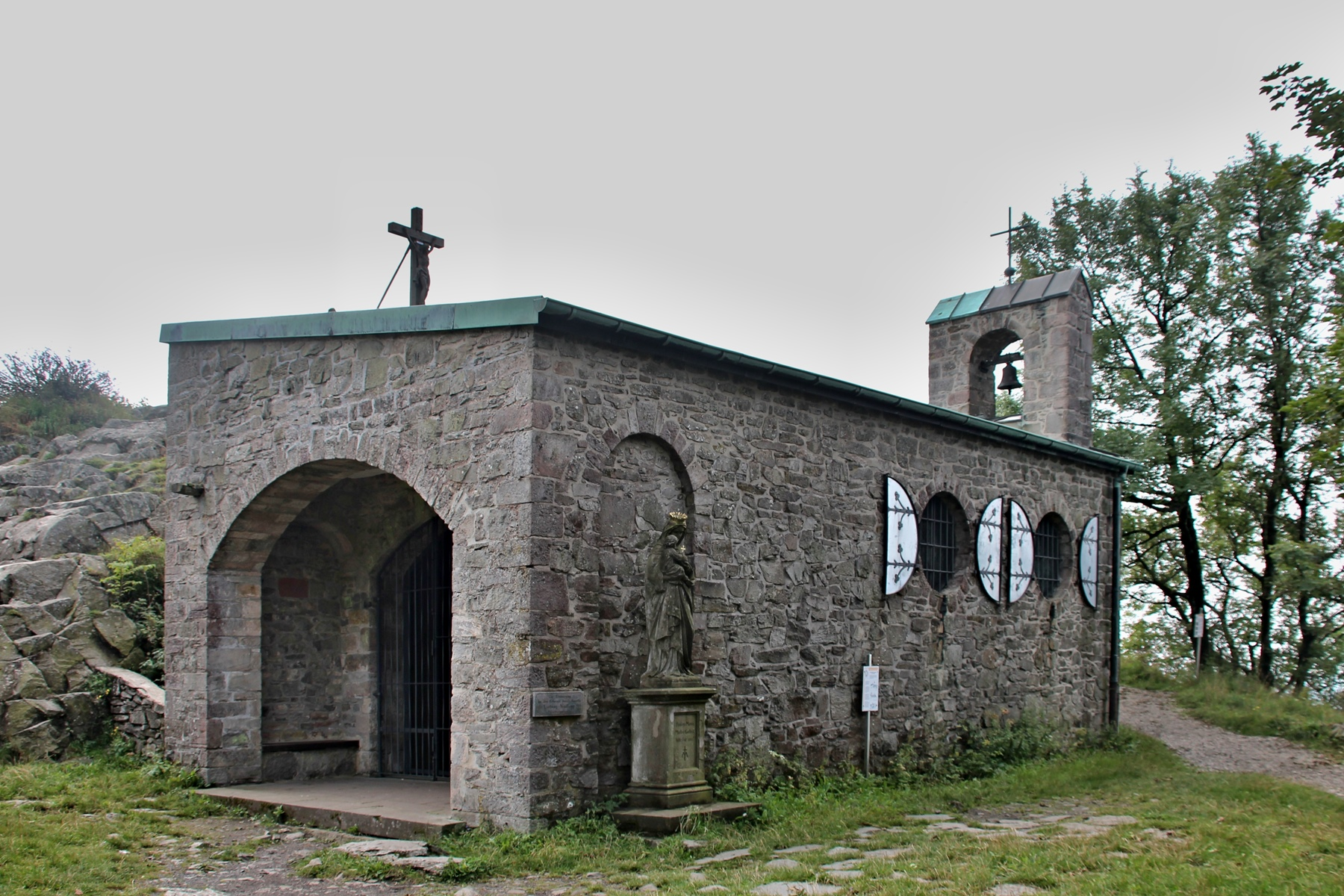
Gangolfskapelle Außenansicht Front (2017)

Die Gangolfskapelle auf der Milseburg, auch Milseburg-Kapelle genannt, ist eine Wallfahrtskapelle zu Ehren des heiligen Gangolf. Sie ist die einzige Kirche der Diözese Fulda, die diesem Heiligen geweiht wurde. Noch heute werden ausgewählte Feiertage mit offiziellen Gottesdiensten in der Kapelle begangen.

## Lage

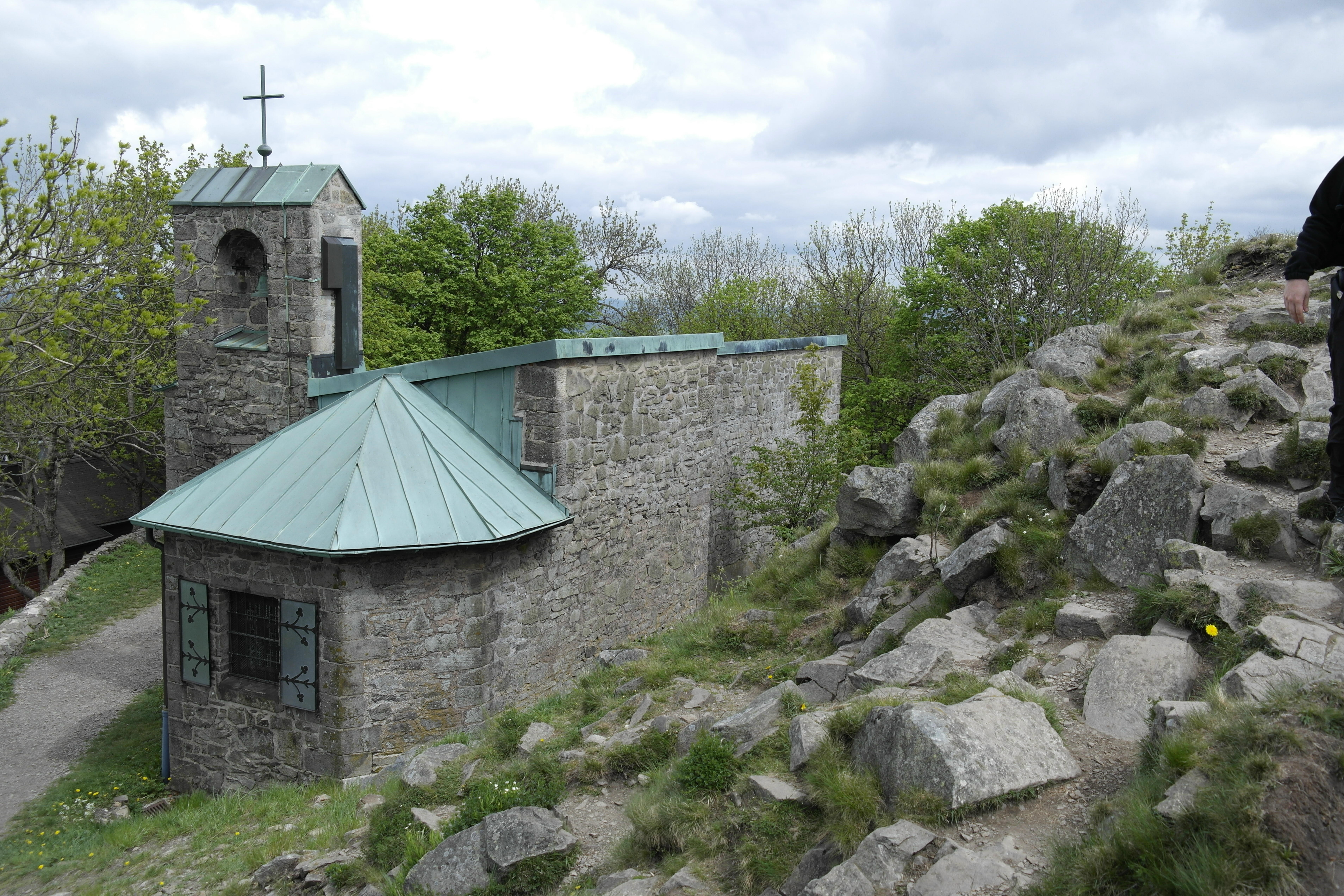
Gangolfskapelle Außenansicht (2016)

Die Kapelle steht neben dem Gipfel der Milseburg. Der Sage nach soll der Heilige hier den wütenden Riesen Mils mit Beten bezwungen haben. Laut anderer Sagenquelle wählte der heilige Gangolfus diesen Berg zu seinem Lieblingsort, weshalb die Kapelle ihm geweiht worden ist. Auf dem Gipfel befinden sich eine Kreuzigungsgruppe von 1756, mehrere Meter unterhalb abseits des Gipfels eine Gedenktafel für Justus Schneider, Arzt und Schriftsteller aus Fulda. Das Gelände, auf dem die Milseburg-Kapelle steht, gehört zusammen mit rund 600 Quadratmetern Umraum der Kirchengemeinde Kleinsassen.

## Geschichte
Das erste Mal urkundlich erwähnt ist die Kapelle im Jahr 1493. Finanziert wurde der Bau aus den privaten Mitteln der Brüder Philipp II. und Mangold II. von Eberstein. 1732 wurde vor der Kapelle eine Freifläche für die Wallfahrer geschaffen. Von 1815 bis 1821 war die Kapelle wegen Baufälligkeit geschlossen. 1892 fanden weitere Umbaumaßnahmen statt.
Am 4. Juli 1929 schlug ein Blitz in die Kapelle ein, und sie brannte bis auf das Mauerwerk nieder. 1932 wurden die Überreste abgerissen und ein Neubau begonnen. Gebaut wurde mit Versicherungsleistungen, Spenden und freiwilligen Helfern. Die beschädigte Glocke kam nach Hamburg auf einen Glockenfriedhof. Die Weihe der neuen Kapelle fand am 16. Oktober 1932 statt. Die neue Kapelle wurde – wie die vorherige – der Jungfrau Maria und St. Gangolf geweiht. Die jetzige Glocke wurde von einer Familie gestiftet und am Pfingstmontag 1949 eingeweiht. Erhalten geblieben aus alten Zeiten ist der Wappenstein der Kapellenerbauer.

## Aussehen

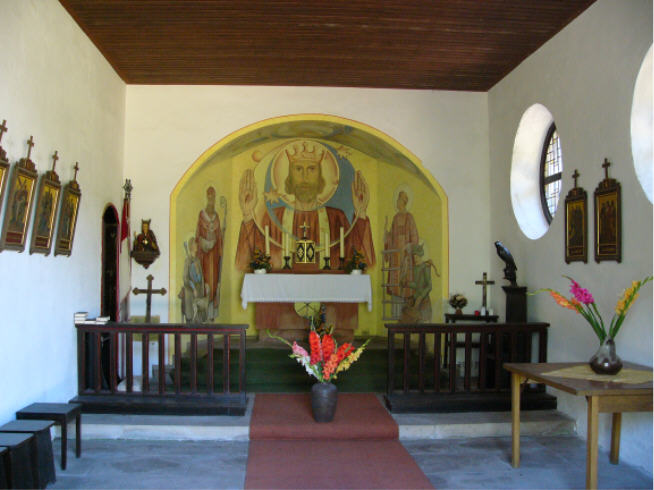
Gangolfkapelle Innenraum (2004)

Die Kapelle ist ein einschiffiger Rechteckbau aus unregelmäßigem Bruchsteinmauerwerk mit Fugenverstrich, der einseitig zwei runde Fenster trägt. Das Kupferdach ist einseitig abgesenkt. Ein kleiner Glockenturm mit Satteldach trägt eine Glocke mit Schlagton C. Der Innenraum ist schlicht gehalten, mit weiß verputzten Wänden und einer Holzdecke. Die Wände zieren 14 Bilder des Kreuzweges auf beiden Seiten. Das Altarbild zeigt als dreiteiliges Wandbild den segnenden Christus, der von den vier Schutzheiligen der Milseburg seitlich umrahmt wird: Bonifatius und Wendelinus links, Laurentius und Gangolf rechts. In der Kapelle befindet sich eine Holzbüste, die St. Gangolf mit Lanze, Falken und einem Kapellenmodell darstellt. Außen flankiert eine Marienstatue seitlich die Kapelle.